# Domžale
Domžale là một khu tự quản (tiếng Slovenia: občine, số ít – občina) trong vùng Osrednjeslovenska của Slovenia. Domžale có diện tích 72.3 km2, dân số là theo điều tra ngày 31 tháng 3 năm 2002 là 29902 người. Thủ phủ khu tự quản Domžale đóng tại Domžale.